# ダーナエンターテインメント
ダーナエンターテインメント株式会社 (Dana Entertainment) は、東京都新宿区に本社を置く、日本の芸能事務所である。

## 概要
所属タレントは美月凛音、望月茉莉、うてなまりえ。
俳優、声優、グラビアを中心に活動している。
モデルエージェンシーのジュネスと業務提携を結んでおり、相楽咲花、藤野莉子、松村美紅、三浦由加莉、奥井亜実、アイシスが所属している。

## 主な所属俳優・タレント・ユニット
2014年12月28日現在
- 美月凛音
- 望月茉莉
- うてなまりえ
- 守屋ユウ 業務提携
- 摩天楼由香（旧名早乙女由香）業務提携
- イエロー☆キャンドル